# Eugenio Manuvakola
Eugénio Antonino Ngolo, més conegut com a general Eugénio Manuvakola (Chiculo, municipi de Bocoio, província de Benguela, 7 de juny de 1947) és un militar angolès.
Va fer estudis de medicina, però els deixà per unir-se a UNITA, grup guerriller amb el que va lluitar a la Guerra de la Independència d'Angola i a la Guerra Civil angolesa. El 31 d'octubre de 1994 va substituir Jonas Savimbi com a cap de la delegació negociadora d'UNITA a Lusaka. Ell i el ministre d'Afers Exteriors angolès Venâncio da Silva Moura van signar el Protocol de Lusaka, acordant integrar i desarmar UNITA. Ambdues parts van signar un alto el foc com a part del protocol el 20 de novembre. Tot i que finalment Savimbi no va respectar l'alto el foc i tornà a les armes, va continuar amb les converses de pau i el 1999 va fundar la facció UNITA-Renovada, que rebutjava la represa de la guerra i que ha ocupat els càrrecs que savimbistas tenien a l'Assemblea Nacional i al Govern de reconciliació nacional. Manuvakola va dimitir del lideratge de UNITA-Renovada al juliol de 2002.